# Tom Hiddleston
Thomas William Hiddleston, detto Tom (Londra, 9 febbraio 1981), è un attore britannico.
Ha ottenuto la fama internazionale per il ruolo del dio dell'Inganno Loki nel Marvel Cinematic Universe, del Capitano Nicholls in War Horse (2011), dello scrittore Francis Scott Fitzgerald in Midnight in Paris (2011), e di James Conrad in Kong: Skull Island (2017). In televisione, è noto per la sua interpretazione nella miniserie televisiva The Night Manager (2016), per la quale ha ricevuto una nomination agli Emmy come miglior attore e ha vinto un Golden Globe come miglior attore in una miniserie.

## Biografia

### Origini e formazione
Tom Hiddleston nasce a Westminster, Londra, dalla madre Diana Patricia (nata Servaes), ex manager teatrale e direttrice di scena, e dal padre James Norman Hiddleston, un fisico. Suo padre è della città di Greenock, in Scozia, mentre sua madre è del Suffolk, in Inghilterra. Ha due sorelle: Sarah, una giornalista, ed Emma, anche lei attrice. Cresce prima a Wimbledon e successivamente ad Oxford dove frequenta la Dragon School.. All'età di 13 anni, si trasferisce alla scuola superiore privata Eton College; mentre i suoi genitori divorziano scopre la sua passione per la recitazione. Dopo il college continua a studiare all'Università di Cambridge, presso la sede di Pembroke dove si laurea in Lettere classiche. Completa i suoi studi d'attore alla Royal Academy of Dramatic Art, dove consegue il diploma nel 2005.

### Carriera
Durante i suoi anni a Cambridge partecipa alla produzione del dramma Un tram che si chiama Desiderio. Inizia inoltre a recitare per la televisione inglese, apparendo in un adattamento della ITV del romanzo Nicholas Nickleby, e nei film Conspiracy - Soluzione finale del 2001 e Guerra imminente del 2002, in cui interpreta Randolph Churchill. Una volta diplomatosi presso la Royal Academy of Dramatic Art, Hiddleston ottiene il suo primo ruolo cinematografico interpretando il personaggio di Oakley nel primo film di Joanna Hogg, Unrelated, datato 2007. Suo anche il ruolo da protagonista nel secondo film della regista, Archipelago, girato nel 2010.

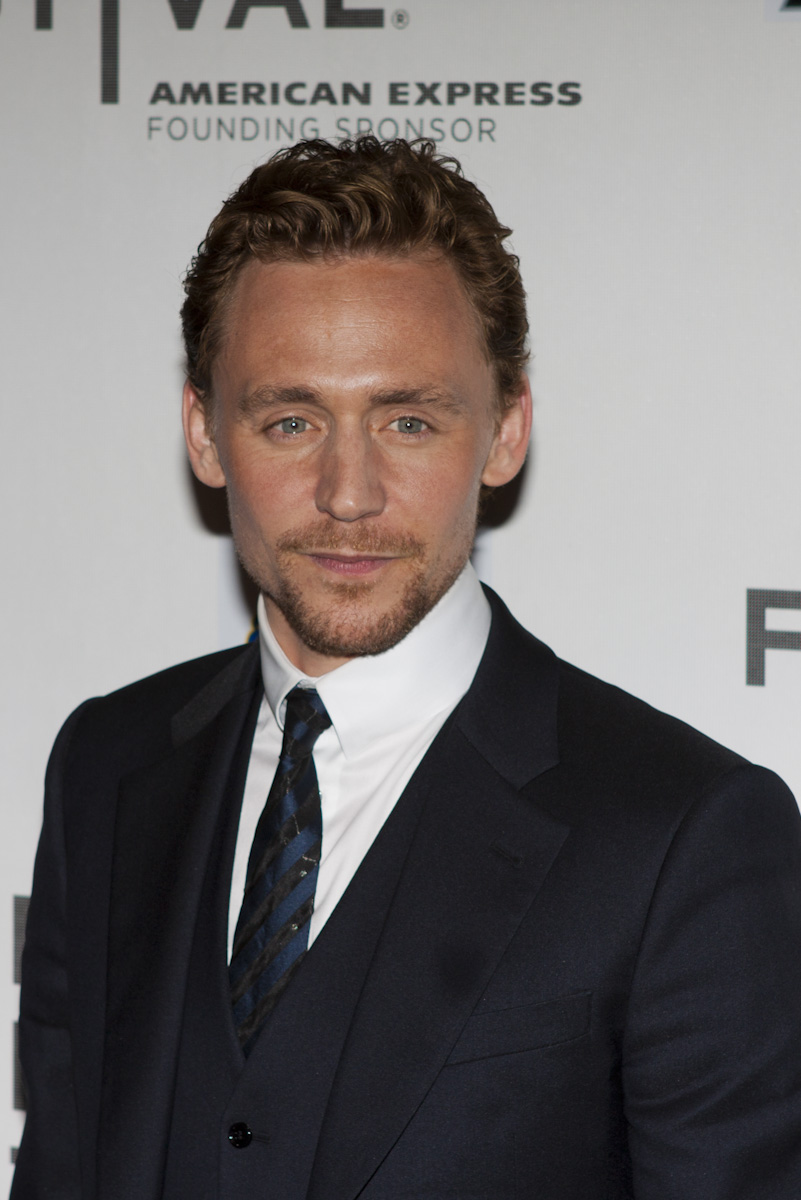
Tom Hiddleston alla première di The Avengers

Lavora per la compagnia teatrale Cheek by Jowl, recitando in The Changeling e Cymbeline. Presso la compagnia Donmar Warehouse interpreta invece il ruolo di Cassio nella produzione di Michael Grandage dell'Otello di Shakespeare, al fianco dei colleghi Chiwetel Ejiofor e Ewan McGregor, insieme ai quali riceve l'acclamazione della critica. Interpreta poi il ruolo di Lvov nella versione West End del dramma Ivanov. Tra il 2006 e il 2010 prende parte a diverse produzioni televisive britanniche, tra cui le serie Suburban Shootout, Il commissario Wallander al fianco di Kenneth Branagh (con il quale aveva già condiviso il palcoscenico teatrale in occasione della messa in scena dell'Ivanov), Cranford e il film TV Miss Austen Regrets. Ed è proprio Branagh a proporre ai produttori il suo nome per il film Thor, del quale l'affermato attore è stato scelto come regista. Originariamente, Hiddleston sostiene il provino per il ruolo del protagonista, ma ottiene invece la parte di Loki, fratellastro ed antagonista del Dio del Tuono. Per prepararsi alle numerose scene di lotta corpo a corpo, Hiddleston viene addestrato nell'arte marziale brasiliana capoeira.
Nel 2011 interpreta il romanziere Francis Scott Fitzgerald nel film di Woody Allen Midnight in Paris; il Capitano Nicholls nel film drammatico War Horse diretto da Steven Spielberg e il pilota RAF Freddie Page in Il profondo mare azzurro, al fianco di Rachel Weisz. Nello stesso anno prende anche parte ad un cortometraggio di Chris Foggin intitolato Friend Request Pending al fianco di Judi Dench. Riprende il ruolo del supercattivo Loki nel blockbuster The Avengers - nelle sale italiane da aprile 2012 - e nel sequel Thor: The Dark World, uscito il 20 novembre 2013 in Italia.
Nel luglio 2012 interpreta il principe Hal, poi Enrico V, nella miniserie televisiva firmata BBC The Hollow Crown, adattamento delle opere shakespeariane Enrico IV, parte I, Enrico IV, parte II ed Enrico V. Suo è anche il ruolo del musicista/vampiro Adam nella nuova fatica cinematografica di Jim Jarmusch, Solo gli amanti sopravvivono, al fianco di Tilda Swinton e Mia Wasikowska: il film viene presentato in concorso alla 66.a edizione del Festival di Cannes. Nell'ottobre 2012 la regista inglese Joanna Hogg chiama Hiddleston alla terza collaborazione: in questo caso, si tratta di un cammeo per il suo nuovo film girato nella capitale inglese.
Hiddleston torna a calcare il palcoscenico nel dicembre 2013, in occasione della messa in scena del Coriolano di William Shakespeare nella produzione di Josie Rourke, di nuovo presso il teatro Donmar Warehouse di Londra: suo il ruolo del protagonista. Al termine delle repliche teatrali, vola a Toronto per iniziare le riprese del nuovo film di Guillermo del Toro, Crimson Peak, che vede come coprotagoniste Jessica Chastain e Mia Wasikowska. Nella pellicola interpreta Thomas Sharpe, inventore inglese che seduce e sposa la figlia di un ricco industriale: i due vanno a vivere nella sua tenuta di Crimson Peak, dove la ragazza inizia a scoprire molti scheletri nell'armadio.
L'attore è anche interprete di radiodrammi (quali il Cyrano de Bergerac e l'Otello, entrambi trasmessi dalla BBC Radio), narratore dell'audiolibro The red necklace, lettore per l'applicazione iF Poems di iTunes e voiceover per documentari del British Museum e della BBC. Tra i premi da lui ricevuti figurano il Laurence Olivier Award come migliore attore teatrale emergente per la sua performance in Cymbeline e il Jameson Empire Award come miglior attore cinematografico emergente del 2011.
Nel 2017 vince il Golden Globe come miglior attore in una miniserie o film per la televisione, per The Night Manager.
Nel 2017 è il protagonista del film Kong: Skull Island e nello stesso anno riprende il ruolo di Loki in Thor: Ragnarok, mentre nel 2018 ne assume le vesti anche in Avengers: Infinity War, in Avengers: Endgame nel 2019 e nella serie televisiva Loki (2021), per il quale riceve il premio del E! People's Choice Awards 2021 come Star maschile in una serie TV del 2021.
Nel 2019 prende parte al cast di Betrayal, insieme a Charlie Cox e Zawe Ashton. L'opera teatrale va in scena al Pinter Theatre di Londra per 12 settimane da marzo a giugno. Nell'agosto dello stesso anno, Hiddleston fa il suo debutto a Broadway sempre con Betrayal, in scena al Bernard B. Jacobs Theatre di New York per 17 settimane. Per la sua interpretazione è stato candidato al Tony Award al miglior attore protagonista in un'opera teatrale.

### Impegno sociale
È un ambasciatore dell'UNICEF nel Regno Unito e lui stesso si autodefinisce femminista.

## Vita privata
Nel 2019 inizia una relazione con l'attrice Zawe Ashton, sua collega in Betrayal. Nel marzo 2022 la coppia ha annunciato il proprio fidanzamento e ad ottobre è nato il primo figlio.

## Filmografia

### Attore

#### Cinema
- Unrelated, regia di Joanna Hogg (2007)
- Archipelago, regia di Joanna Hogg (2010)
- Thor, regia di Kenneth Branagh (2011)
- Midnight in Paris, regia di Woody Allen (2011)
- Il profondo mare azzurro (The Deep Blue Sea), regia di Terence Davies (2011)
- Friend request pending, regia di Chris Foggin - cortometraggio (2011)
- War Horse, regia di Steven Spielberg (2011)
- The Avengers, regia di Joss Whedon (2012)
- Stars in Shorts, di registi vari (2012)
- Thor: The Dark World, regia di Alan Taylor (2013)
- Solo gli amanti sopravvivono (Only Lovers Left Alive), regia di Jim Jarmusch (2013)
- Exhibition, regia di Joanna Hogg (2013)
- Muppets 2 - Ricercati (Muppets Most Wanted), regia di James Bobin (2014)
- Crimson Peak, regia di Guillermo del Toro (2015)
- High-Rise - La rivolta (High-Rise), regia di Ben Wheatley (2016)
- I Saw the Light, regia di Marc Abraham (2016)
- Kong: Skull Island, regia di Jordan Vogt-Roberts (2017)
- Thor: Ragnarok, regia di Taika Waititi (2017)
- Avengers: Infinity War, regia di Anthony e Joe Russo (2018)
- Avengers: Endgame, regia di Anthony e Joe Russo (2019)
- Ant-Man and the Wasp: Quantumania, regia di Peyton Reed (2023) - cameo non accreditato
- The Life of Chuck, regia di Mike Flanagan (2024)

#### Televisione
- The Life and Adventures of Nicholas Nickleby, regia di Stephen Whittaker - film TV (2001)
- Conspiracy - Soluzione finale (Conspiracy), regia di Frank Pierson – film TV (2001)
- Armadillo – serie TV (2001)
- Guerra imminente (The Gathering Storm), regia di Richard Loncraine – film TV (2002)
- A Waste of Shame: The Mystery of Shakespeare and His Sonnets, regia di John McKay – film TV (2008)
- Victoria Cross Heroes – serie TV documentario (2006)
- Casualty – serie TV, 1 episodio (2007)
- Suburban Shootout – serie TV, 9 episodi (2006-2007)
- Io, Jane Austen, regia di Jeremy Lovering – film TV (2008)
- Cranford – serie TV, 2 episodi (2009)
- Il commissario Wallander (Wallander) – serie TV (2008-2010)
- The Hollow Crown – miniserie TV (2012)
- The Night Manager – miniserie TV, 6 puntate (2016)
- Loki – serie TV, 12 episodi (2021-2023)
- Il serpente dell'Essex (The Essex Serpent), regia di Clio Barnard – miniserie TV, 6 puntate (2022)

### Doppiatore
- Trilli e la nave pirata (The Pirate Fairy), regia di Peggy Holmes (2014)
- I primitivi (Early Men), regia di Nick Park (2018)
- I Simpson, special The good, The Bart And The Loki e Welcome to the Club (2021-2022)
- What If...? - serie animata, 4 episodi (2021- in corso)

## Teatro
- Journey's End di Robert Cedric Sherriff. Edinburgh Fringe di Edimburgo (1999)
- Yorgjin Oxo: The Man di Thomas Crowe, regia di Alex Clifton. Theatre 503 di Battersea (2005)
- The Changeling di Thomas Middleton e William Rowley, regia di Declan Donnellan. Barbican Centre di Londra (2006)
- Cimbelino di William Shakespeare, regia di Declan Donnellan. Barbican Centre di Londra (2007)
- Otello di William Shakespeare. Donmar Warehouse di Londra (2008)
- Ivanov di Anton Čechov. Donmar Warehouse di Londra (2008)
- The Children's Monologues, regia di Danny Boyle. Old Vic di Londra (2010)
- The Seven Descents of Myrtle di Tennessee Williams. Criterion Theatre di Londra (2012)
- Coriolano di William Shakespeare, regia di Josie Rourke. Donmar Warehouse di Londra (2013)
- Amleto di William Shakespeare, regia di Kenneth Branagh. Royal Academy of Dramatic Art di Londra (2017)
- Tradimenti di Harold Pinter, regia di Jamie Lloyd. Harold Pinter Theatre di Londra e Bernard B. Jacobs Theatre di Broadway (2019)
- The Play What I Wrote di Hamish McColl, Sean Foley ed Eddie Braben, regia di Sean Foley. Theatre Royal di Bath (2022)
- Molto rumore per nulla di William Shakespeare, regia di Jamie Lloyd. Theatre Royal Drury Lane di Londra (2025)

## Riconoscimenti
- Golden Globe
  - 2017 – Miglior attore in una mini-serie o film per la televisione per The Night Manager
- Premio BAFTA
  - 2012 – Candidatura alla miglior stella emergente
- Premio Emmy
  - 2016 – Candidatura al miglior attore in una miniserie o film TV per The Night Manager
  - 2016 – Candidatura alla miglior miniserie TV per The Night Manager
- Tony Award
  - 2020 – Candidatura al miglior attore protagonista in un'opera teatrale per Betrayal
- British Independent Film Awards
  - 2015 – Candidatura al miglior attore per High-Rise - La rivolta[26]
- Crime Thriller Award
  - 2010 – Candidatura al miglior attore non protagonista per Wallander
- Chlotrudis Society for Independent Film
  - 2015 – Candidatura al miglior attore non protagonista per Unrelated
- Critics' Choice Awards
  - 2016 – Candidatura al miglior attore in un film o miniserie per The Night Manager
  - 2024 - Candidatura al miglior attore in una serie drammatica per Loki
- E! People's Choice Awards
  - 2021 – Star maschile in una serie TV del 2021 per Loki[19]
- Empire Awards
  - 2012 – Miglior debutto maschile per Thor
  - 2014 – Candidatura al miglior attore non protagonista per Thor: The Dark World
  - 2017 – Empire Hero Award
- Evening Standard British Film Award
  - 2012 – Candidatura al miglior attore per Archipelago
  - 2014 – Miglior attore per Coriolano
  - 2015 – Candidatura al miglior attore per High-Rise – La rivolta e Crimson Peak
- Glamour Awards
  - 2012 – Man of the Year[27]
- Ian Charleson Awards
  - 2006 – Candidatura all'Ian Charleson Award per The Changeling
  - 2007 – Ian Charleson Award Third Prize per Otello
- MTV Movie & TV Awards
  - 2013 – Miglior combattimento per The Avengers (con Robert Downey Jr., Chris Evans, Mark Ruffalo, Chris Hemsworth, Scarlett Johansson e Jeremy Renner)
  - 2013 – Miglior cattivo per The Avengers
  - 2022 – Miglior coppia per Loki (condiviso con Sophia Di Martino e Owen Wilson)
- National Television Award
  - 2017 – Candidatura alla performance drammatica preferita per The Night Manager
- Nickelodeon Kids' Choice Awards
  - 2022 – Vittoria come Favorite Male TV Star (Family) per la serie MCU LOKI, trasmessa da Disney+
  - 2013 – Candidatura al miglior cattivo per The Avengers
- Phoenix Film Critics Society Awards
  - 2011 – Candidatura al miglior cast per Midnight in Paris
- Premio Laurence Olivier
  - 2008 – Candidatura alla miglior performance emergente in un'opera teatrale per Otello
  - 2008 – Miglior performance emergente in uno spettacolo teatrale per Cimbelino
  - 2014 – Candidatura al miglior attore per Coriolano
- Producers Guild of America
  - 2017 – Candidatura al David L. Wolper Award – Outstanding Producer of Long-Form Television per The Night Manager
- Satellite Award
  - 2017 – Candidatura al miglior attore in una miniserie o film per la televisione per The Night Manager
- Saturn Award
  - 2012 – Candidatura al miglior attore non protagonista per Thor
  - 2014 – Candidatura al miglior attore non protagonista per Thor: The Dark World
- Scream Award
  - 2011 – Candidatura alla miglior performance emergente maschile per Thor
- Teen Choice Awards
  - 2012 – Candidatura al miglior cattivo per The Avengers
  - 2017 – Candidatura al miglior attore in un film sci-fi per Kong: Skull Island[28]
  - 2018 – Candidatura al miglior ruba-scena per Thor: Ragnarok[29]
- Theatregoers' Choice Awards
  - 2009 – Miglior attore non protagonista in uno spettacolo teatrale per Otello ed Ivanov
- TV Times Award
  - 2016 – Candidatura all'attore preferito per The Night Manager
- TV Choice Award
  - 2016 – Miglior attore per The Night Manager
- WhatsOnStage.com Award
  - 2015 – Candidatura al miglior attore emergente in uno spettacolo teatrale per Coriolano

## Doppiatori italiani
Nelle versioni in italiano delle opere in cui ha recitato, Tom Hiddleston è stato doppiato da:
- David Chevalier in Suburban Shootout - Casalinghe al massacro, Il commissario Wallander, Thor, War Horse, The Avengers, Thor: The Dark World, Crimson Peak, I Saw the Light, The Night Manager, Thor: Ragnarok, Avengers: Infinity War, Avengers: Endgame, Loki, Il serpente dell'Essex, Ant-Man and the Wasp: Quantumania
- Riccardo Rossi in Midnight in Paris
- Fabrizio Pucci ne Il profondo mare azzurro
- Andrea Mete in Solo gli amanti sopravvivono
- Daniele Raffaeli in High-Rise - La rivolta
- Gianfranco Miranda in Kong: Skull Island

Da doppiatore è sostituito da:
- David Chevalier in Trilli e la nave pirata, I Simpson: The Good, The Bart and the Loki, What If...?, I Simpson: Welcome to the Club
- Fabrizio Pucci in Trollhunters: I racconti di Arcadia[30]
- Salvatore Esposito ne I primitivi